# Kamal Mustafa
Kamal Mustafa – członek obalonego (wiosną 2003 roku, w wyniku inwazji wojsk USA i sojuszników) rządu Iraku. Bliski współpracownik Saddama Husajna, wpisany do tzw. Amerykańskiej Talii Kart.
Do końca rządów dyktatora posiadał stopień generała. Był kuzynem Husajna i najwybitniejszym zawodowym oficerem w klanie rodzinnym. Stał na czele Biura Informacji (wojskowego kontrwywiadu Gwardii Republikańskiej Iraku). Ożenił się z siostrą Husajna Kamila, zięcia Saddama.